# Порт-де-Версаль (станция метро)
Порт-де-Версаль (фр. Porte de Versailles) — станция линии 12 Парижского метрополитена, расположенная в XV округе Парижа. Названа по одноимённой площади и развязке с Периферик, названным в память о ликвидированной в 1920-х годах заставе стены Тьера. Рядом со станцией располагаются одноимённый выставочный центр и дворец спорта Пале-де-Спорт-де-Пари.

## История
- Станция открылась 5 ноября 1910 года в конце первого пускового участка тогдашней линии А компании «Север-Юг» (с 1931 года линии 12 Парижского метрополитена) Порт-де-Версаль — Нотр-Дам-де-Лорет. До 24 марта 1934 года, когда линия 12 была продлена в пригород Исси, станция была конечной, однако для этого станцию пришлось переместить относительно своего начального места. Открытие перемещённой станции состоялось 30 января 1930 года, на месте же старого зала располагается северная горловина станции со съездами на главные пути перегона Порт-де-Версаль — Конвансьон и начало служебной соединительной ветви в ателье де Вожирар, обслуживающее линию 12. В 2008—2010 годах облицовка была частично изменена под стиль "Мотте", аналогично оформлению станции Варен.
- Пассажиропоток по станции по входу в 2011 году, по данным RATP, составил 6 275 922 человек[2]. В 2013 году этот показатель снизился до 6 238 822 пассажиров (56 место по уровню входного пассажиропотока в Парижском метро)[3]

## Путевое развитие
Станция состоит из трёх путей, расположенных в двух залах: в восточном зале с боковой платформой — путь в сторону станции "Фрон Попюлер", в западном зале с островной платформой — пути в сторону Мэри-д'Исси. К юго-западу от станции располагаются два пути для отстоя составов, соединяющиеся с главными путями перегона Порт-де-Версаль — Корентен Селтон.  

## Галерея
- Платформа в сторону Фрон Попюлер.
- Платформа в сторону Мэри-д'Исси.
- Северная горловина станции, на месте которой до 1930 года располагался старый зал